# El Sauz Ocotepec
El Sauz Ocotepec är en ort i kommunen Tejupilco i delstaten Mexiko i Mexiko. Samhället hade 278 invånare vid folkräkningen 2020.